# Methanospirillum
A Methanospirillum a Methanospirillaceae családba tartozó Archaea nem. Az archeák – ősbaktériumok – egysejtű, sejtmag nélküli prokarióta szervezetek.

## Fordítás
- Ez a szócikk részben vagy egészben  a   Methanospirillum című angol Wikipédia-szócikk fordításán alapul.  Az eredeti cikk szerkesztőit annak laptörténete sorolja fel. Ez a jelzés csupán a megfogalmazás eredetét és a szerzői jogokat jelzi, nem szolgál a cikkben szereplő információk forrásmegjelöléseként.

### Tudományos folyóiratok
- Ferry JG (1974). „Methanospirillum, a new genus of methanogenic bacteria, and characterization of Methanospirillum hungatii sp. nov”. Int. J. Syst. Bacteriol. 24 (4), 465–469. o. DOI:10.1099/00207713-24-4-465.
- (2008. szeptember 5.) „Characterization of the Community Structure of a Dechlorinating Mixed Culture and Comparisons of Gene Expression in Planktonic and Biofloc-Associated "Dehalococcoides" and Methanospirillum Species”. Applied and Environmental Microbiology 74 (21), 6709–6719. o. DOI:10.1128/AEM.00445-08.
- (2013. január 1.) „Methanospirillum Respiratory mRNA Biomarkers Correlate with Hydrogenotrophic Methanogenesis Rate during Growth and Competition for Hydrogen in an Organochlorine-Respiring Mixed Culture”. Environmental Science & Technology 47 (1), 372–381. o. DOI:10.1021/es303061y.
- (2014. február 1.) „Methanospirillum psychrodurum sp. nov., isolated from wetland soil”. International Journal of Systematic and Evolutionary Microbiology 64 (Part 2), 638. o. DOI:10.1099/ijs.0.057299-0.

### Tudományos könyvek
- Boone DR.szerk.: DR Boone: Family III. Methanospirillaceae fam. nov., Bergey's Manual of Systematic Bacteriology Volume 1: The Archaea and the deeply branching and phototrophic Bacteria, 2nd, New York: Springer Verlag, 169. o. (2001. március 20.). ISBN 978-0-387-98771-2

### Tudományos adatbázisok
- Methanospirillum PubMed hivatkozásai
- Methanospirillum PubMed Central hivatkozásai
- Methanospirillum Google Scholar hivatkozásai